# Harlis Alexis Murillo Moreno
Harlis Alexis Murillo Moreno (Pizarro, Chocó, septiembre de 1988) es un agresor sexual y asesino en serie de mujeres. Según el reporte de las autoridades colombianas y de las investigaciones, Murillo Moreno es señalado de cometer 4 asesinatos y de perpetrar varias agresiones sexuales en contra de la población femenina.
A Murillo Moreno se le relaciona directamente por el asesinato de la fisioterapeuta Stephanie Andrea Ramírez Narváez, hecho que sucedió el 4 de junio de 2017. Las autoridades de Colombia también lo han responsabilizado por otros 3 asesinatos; el primero de ellos es el de Yuliana Gómez Quejada, crimen que ocurrió entre los meses de junio y julio de 2017 en Bucaramanga; los otros 2 homicidios los habría cometido en la ciudad de Bogotá según las investigaciones de las autoridades judiciales.

## Crímenes
A Murillo Moreno se le relaciona por el asesinato de la fisioterapeuta Stephanie Andrea Ramírez Narváez, hecho que sucedió el 4 de junio de 2017 en un apartamento. Las investigaciones realizadas por un cuerpo especializado de la policía revelaron que Murillo Moreno fue el único responsable por la muerte de Ramírez Narváez, cuyo cuerpo fue encontrado envuelto en una especie de funda para colchones, en una zona de recreación y juegos de un conjunto residencial de la ciudad de Cali. Según el Instituto Nacional de Medicina Legal y Ciencias Forenses, la mujer fue abusada sexualmente, además recibió maltrato físico por medio de un objeto; también se determinó que Ramírez Narváez sufrió de asfixia mecánica.
El otro homicidio cometido por Murillo Moreno sucedió entre junio y julio de 2017 en el municipio de Bucaramanga. Habría cometido el asesinato en una habitación de un hotel llamado Morgan, localizado en el centro de la capital. Para ese entonces, Yuliana Gómez Quejada tenía 27 años y su cuerpo fue encontrado con signos de asfixia mecánica, la misma situación a la que fue sometida Stephanie Andrea Ramírez Narváez. Las autoridades judiciales pudieron determinar que el asesino fue Murillo Moreno por las cámaras de seguridad del hotel.
Los otros 2 casos que relaciona las autoridades colombianas sucedieron probablemente en la ciudad de Bogotá.

### Agresiones sexuales
Además de los homicidios, Murillo Moreno también cometió varias agresiones sexuales en contra de la población femenina, también está sindicado de violencia sexual. En su prontuario delictivo, le figuran varias anotaciones por abuso sexual, en una de ellas, con una menor de edad.
Se cree que en 2007 cometió una de varias agresiones sexuales después de haber sido denunciado por violación a una menor de edad. En ese entonces fue detenido en la ciudad de Bogotá por la Fiscalía General de la Nación y, en la cual, aceptó los cargos impuestos; sin embargo, en 2008 fue absuelto del caso y quedó en libertad.
En abril de 2018, después de ocho años, Murillo Moreno fue denunciado una vez más por el delito de acceso carnal violento, después de violar a una mujer en la ciudad de Bogotá. El 29 de agosto del mismo año nuevamente fue denunciado por violar a una mujer.

## Captura
La captura de Murillo Moreno se produjo en la ciudad de Aguachica, departamento del Cesar, después de un operativo especial realizado por las autoridades colombianas. Fue condenado a 36 años de cárcel por el feminicidio de Stephanie Andrea Ramírez Narváez.
Se encuentra recluido en la cárcel Villahermosa, en la ciudad de Cali.